# Stefano Benni
Stefano Benni (* 12. srpna 1947, Bologna) je italský spisovatel. Působil jako redaktor týdeníku Panorama, psal skeče pro televizní pořad italského komika Beppeho Grilla. V roce 1989 natočil filmovou komedii Musica per vecchi animali, v níž hrál hlavní roli Dario Fo. Spolupracoval také s Nickem Cavem a Danielem Pennacem. V jeho básnické a prozaické tvorbě se objevuje nonsensová poetika i adresná satira na italské politické dění a jeho písmo bylo tak trochu kostrbaté. Do češtiny byly přeloženy tři Benniho knihy a jedna divadelní hra, ukázky z jeho tvorby vyšly také v Hostu 6/99 a Aluzi 3-4/99.

## Knihy
- Stefano Benni: Časoskokan (Saltatempo), přeložila Alice Flemrová, Havran, Praha 2003, 320 s. ISBN 80-86515-29-X
- Stefano Benni: Podivínsko (Stranalandia), přeložila Jana Sovová, Periplum, Olomouc 2004, 124 s. ISBN 80-86624-17-X
- Stefano Benni: Bar Sport, přeložila Alice Flemrová, Havran, Praha 2006, 148 s. ISBN 80-86515-69-9

## Divadelní hry
Onehand Jack (La storia di Onehand Jack; 2001). Přeložila Kateřina Bohadlová (2007) pro koprodukci DAMU a Paláce Akropolis, Praha (premiéra 6. dubna 2008). Tiskem: Plav č. 9 / 2012. Hra byla uvedena v rozhlasové adaptaci na stanici Vltava Českého rozhlasu (28. srpna 2015).